# 長坂町 (金沢市)
長坂町（ながさかまち）は、石川県金沢市の町名。郵便番号は921-8114。旧加賀国石川郡富樫郷長坂新村、同郡野村字長坂新。

## 概要
長坂町は、野田町・長坂・山科町・長坂台に囲まれている。

## 沿革
- 江戸期 - 加賀国石川郡富樫郷長坂新村が存在。米丸組所属[3]。加賀藩領。
- 1871年8月29日（明治4年7月14日） - 廃藩置県により金沢県の管轄となる。
- 1872年3月10日（明治5年2月2日） - 金沢県が改称して石川県となる。
- 1889年（明治22年）4月1日 - 町村制施行により、野村発足。同村の字長坂新となる。
- 1925年（大正14年）4月1日 - 野村が金沢市に編入され、同市長坂町となる。
- 1963年（昭和38年）6月1日 - 住居表示実施により、一部が平和町・緑が丘・若草町の一部となる。
- 1974年（昭和49年）6月1日 - 住居表示実施により、一部が長坂の一部となる。
- 1975年（昭和50年）4月1日 - 住居表示実施により、一部が円光寺・長坂台の一部となる。
- 1977年（昭和52年）4月1日 - 住居表示実施により、一部が長坂の一部となる。
- 2017年（平成29年）3月4日 - 金沢市野田土地区画整理事業の事業完了に伴い、一部が野田の一部となる[4]。

## 小中学校の校区
市立小・中学校に通う場合、学区は以下のとおりとなる。
| 番・番地等 | 小学校               | 中学校             |
| ---------- | -------------------- | ------------------ |
| 全域       | 金沢市立長坂台小学校 | 金沢市立野田中学校 |

## 施設
- 大乗寺
- 大乗寺丘陵公園
- 長坂二子塚古墳